# Bayandurlu
Bayandurlu è un comune dell'Azerbaigian situato nel distretto di Tərtər. Conta una popolazione di 428 abitanti.